# Zygia multipunctata
Zygia multipunctata är en ärtväxtart som beskrevs av Rupert Charles Barneby och James Walter Grimes. Zygia multipunctata ingår i släktet Zygia och familjen ärtväxter. Inga underarter finns listade i Catalogue of Life.